# رپایشاو
رپایشاو (به آلمانی: Reppichau) یک منطقهٔ مسکونی در آلمان است که در اوشترنینبورگر لاند واقع شده‌است. رپایشاو ۴۸۱ نفر جمعیت دارد.